# Distrito de Entremont
O Distrito de Entremont é um dos 14 distritos do cantão suíço de Valais. A sua capital é a cidade de Sembrancher. Neste distrito de Valais a língua oficial é o francês.
Segundo o censo de 2010, o distrito ocupa atualmente uma área de 633 km2 e tem uma população total de 14 223 hab., o que faz uma densidade de 22,5 hab/km2. O distrito é constituído por 6 comunas

## Imagens

Bandeira do Cantão do Valais
Armas de Sembrancher
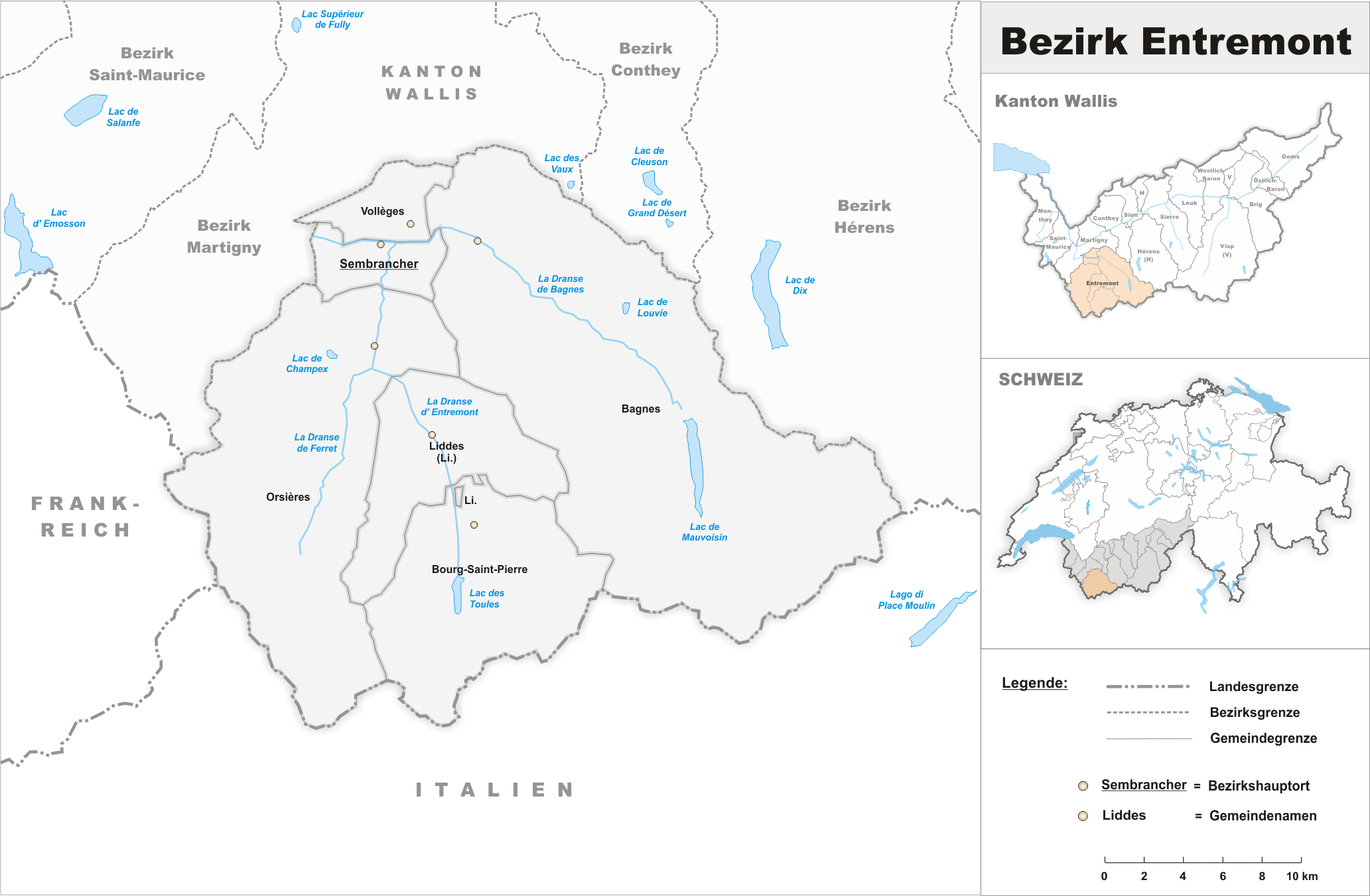
Distrito de Entremont

## Comunas
O Distrito de Entremont é composto por 6 comunas:
| No OCS | De Bagnes a Vollèges |
| ------ | -------------------- |
| 6031   | Bagnes               |
| 6032   | Bourg-Saint-Pierre   |
| 6033   | Liddes               |
| 6034   | Orsières             |
| 6035   | Sembrancher          |
| 6036   | Vollèges             |